# Trixagus rougeti
Trixagus rougeti is een keversoort uit de familie dwergkniptorren (Throscidae). De wetenschappelijke naam van de soort werd in 1885 gepubliceerd door Charles Adolphe Albert Fauvel.